# Nicotiana glauca
Espèce
Classification APG III (2009)
Le Tabac glauque ou Tabac arborescent (Nicotiana glauca) est une plante de la famille des Solanaceae, originaire du Mexique et du sud-ouest des États-Unis.
Autres noms vernaculaires
Tabac canaque; tabac en arbre; tabac glauque

## Description morphologique

### Appareil végétatif
Cette plante se présente sous la forme d'un buisson peu dense ou d'un arbre peu branchu, et peut atteindre 8 m de hauteur. Les feuilles longues de 5 à 17,5 cm, sont lisses, ovales, de couleur vert-gris.

### Appareil reproducteur

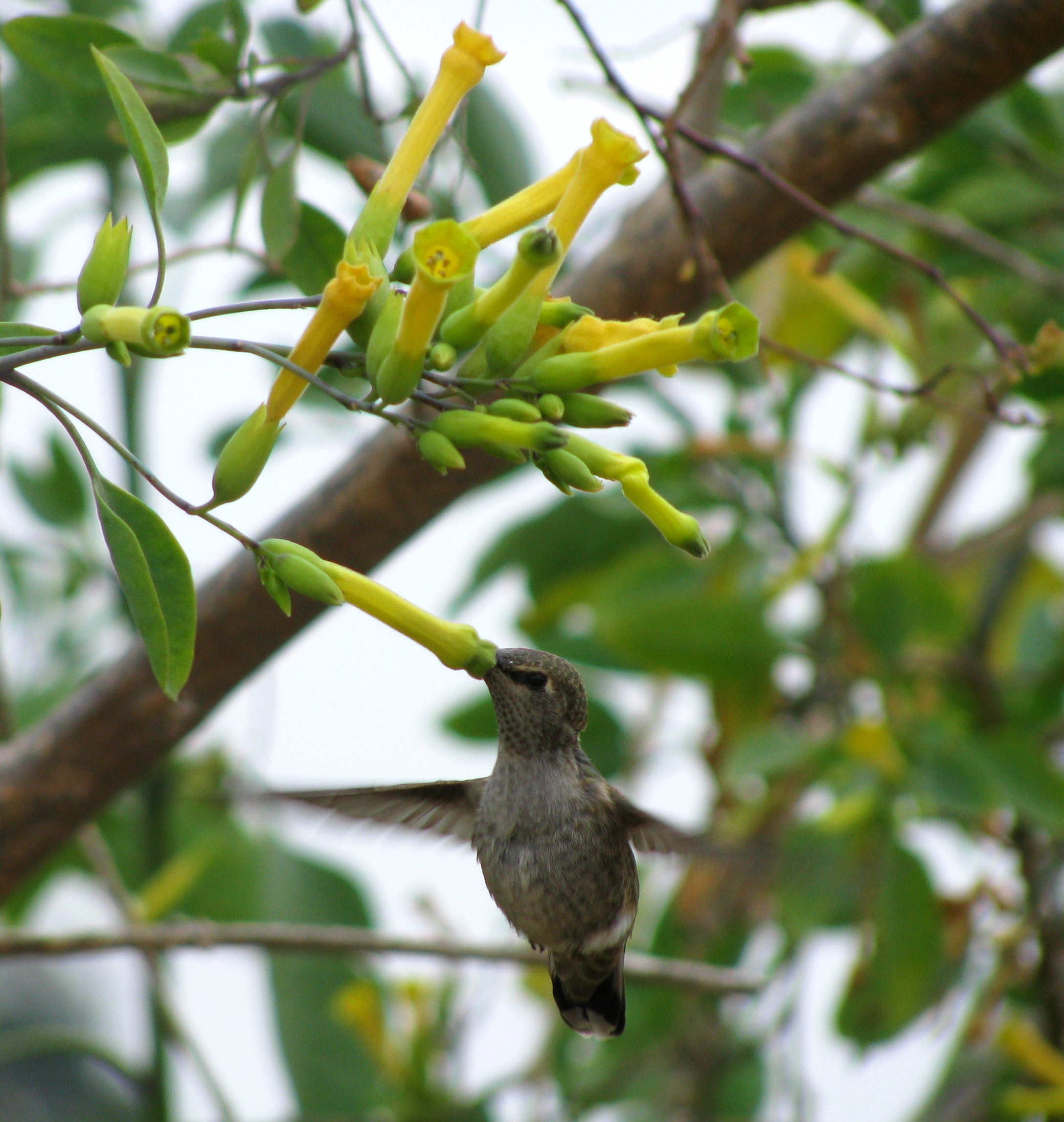
Un Colibri d'Anna (Calypte anna) butinant une fleur de Nicotiana glauca

La floraison a lieu entre avril et novembre.
La fleur est grande (de 3 à 15 cm de longueur) et de couleur jaune. Les pétales sont soudés en un tube s'achevant sur une sorte de collerette à 5 pointes, au centre de laquelle sont visibles 5 étamines et le style. Les sépales, verts, sont eux aussi partiellement soudés en une coupe bordée de 5 pointes.

## Répartition et habitat
Son optimum écologique se caractérise, pour le sol, par : 
un substrat plutôt basique, plutôt sec et pauvre en matière organique.

## Nicotiana glaucaet l'homme
Comme toutes les plantes du genre Nicotiana, le tabac glauque contient de la nicotine, alcaloïde toxique pouvant être utilisé comme insecticide. Mais il contient de plus de l'anabasine, autre alcaloïde proche de la nicotine (alcaloïde pyridinique), particulièrement efficace contre les pucerons. Pour ce faire, on réalise une décoction de feuilles de tabac glauque, qu'on vaporise sur la plante à traiter.

## Galerie

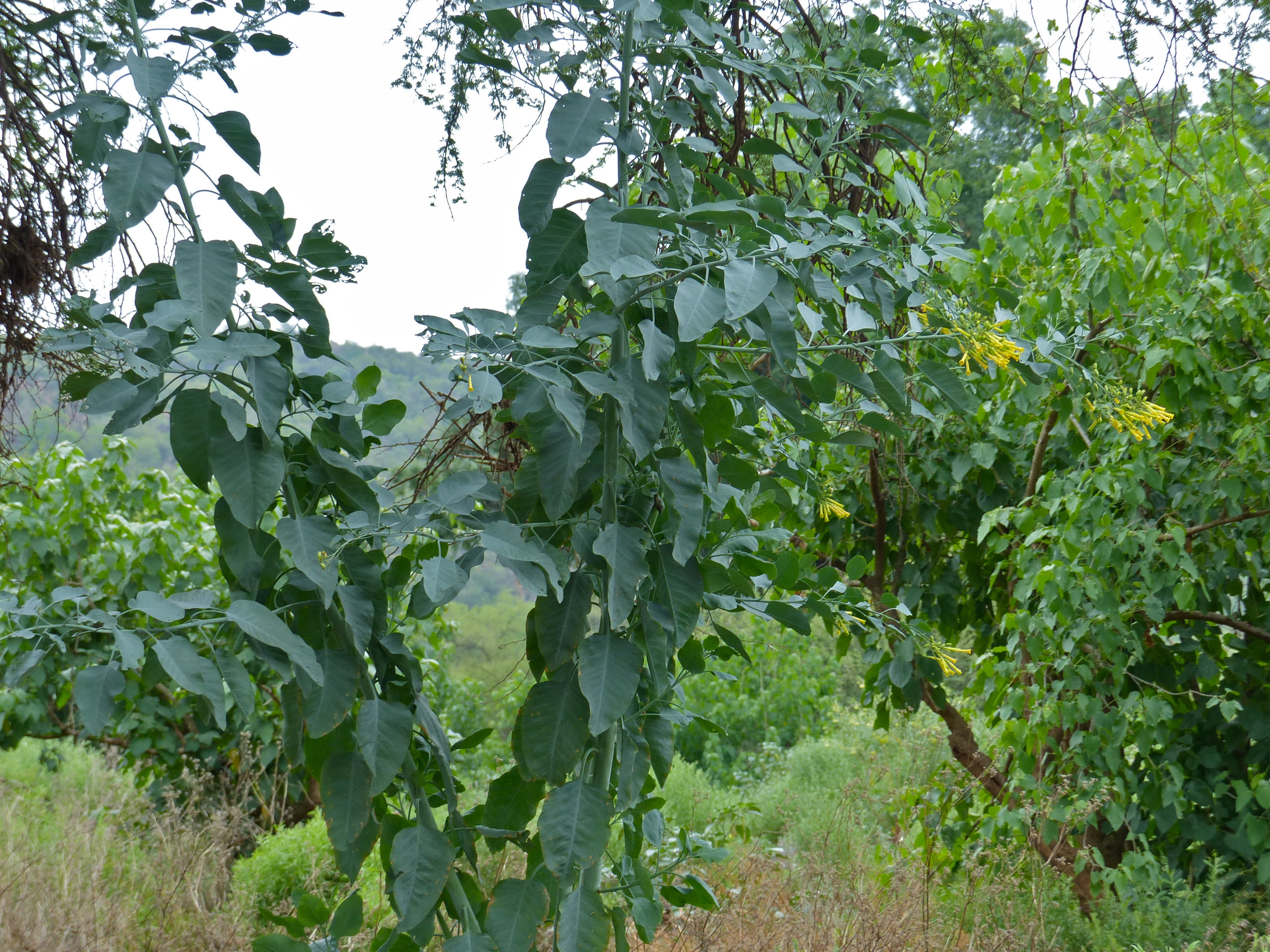
Appareil végétatif
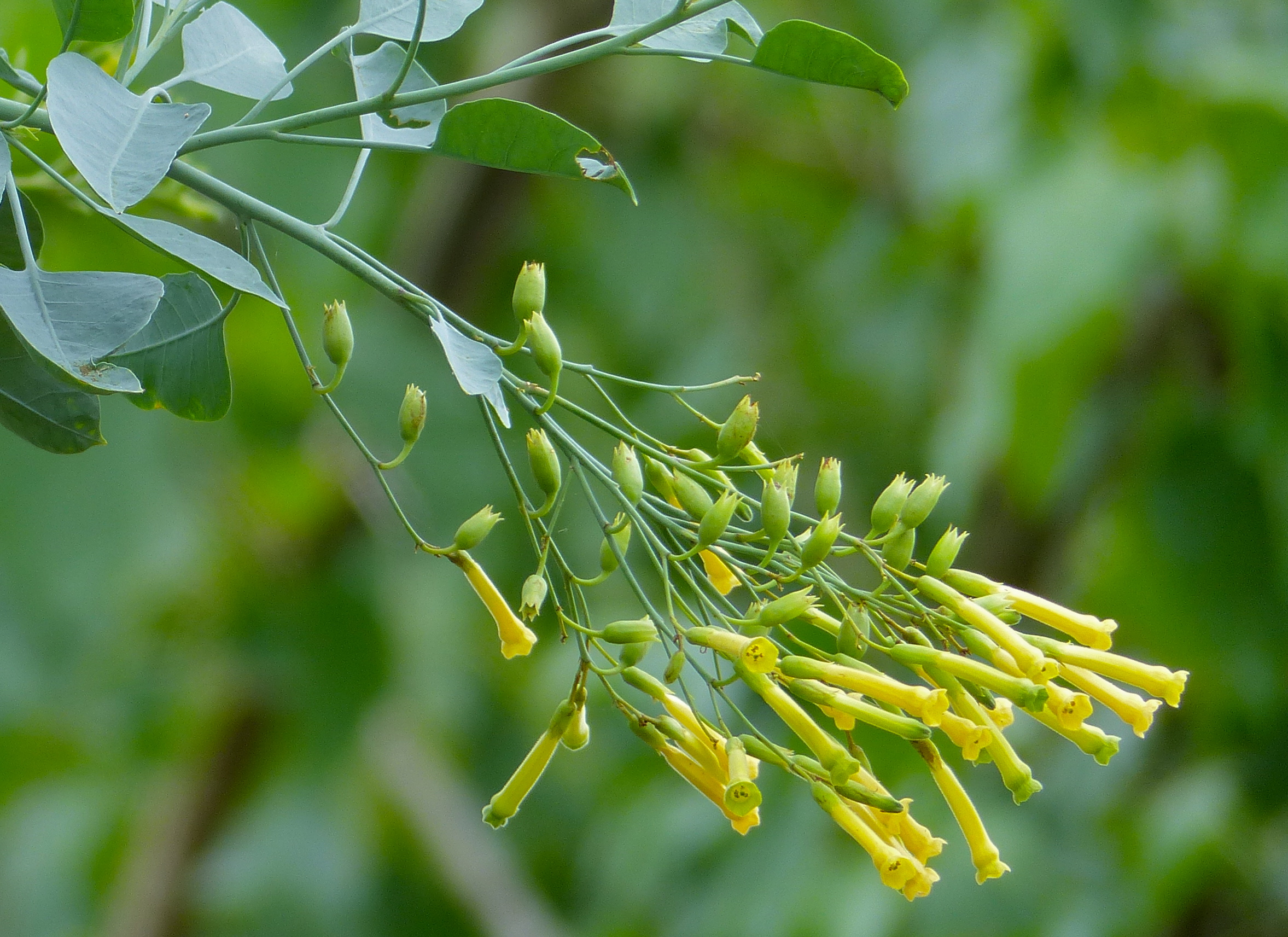
Fleur
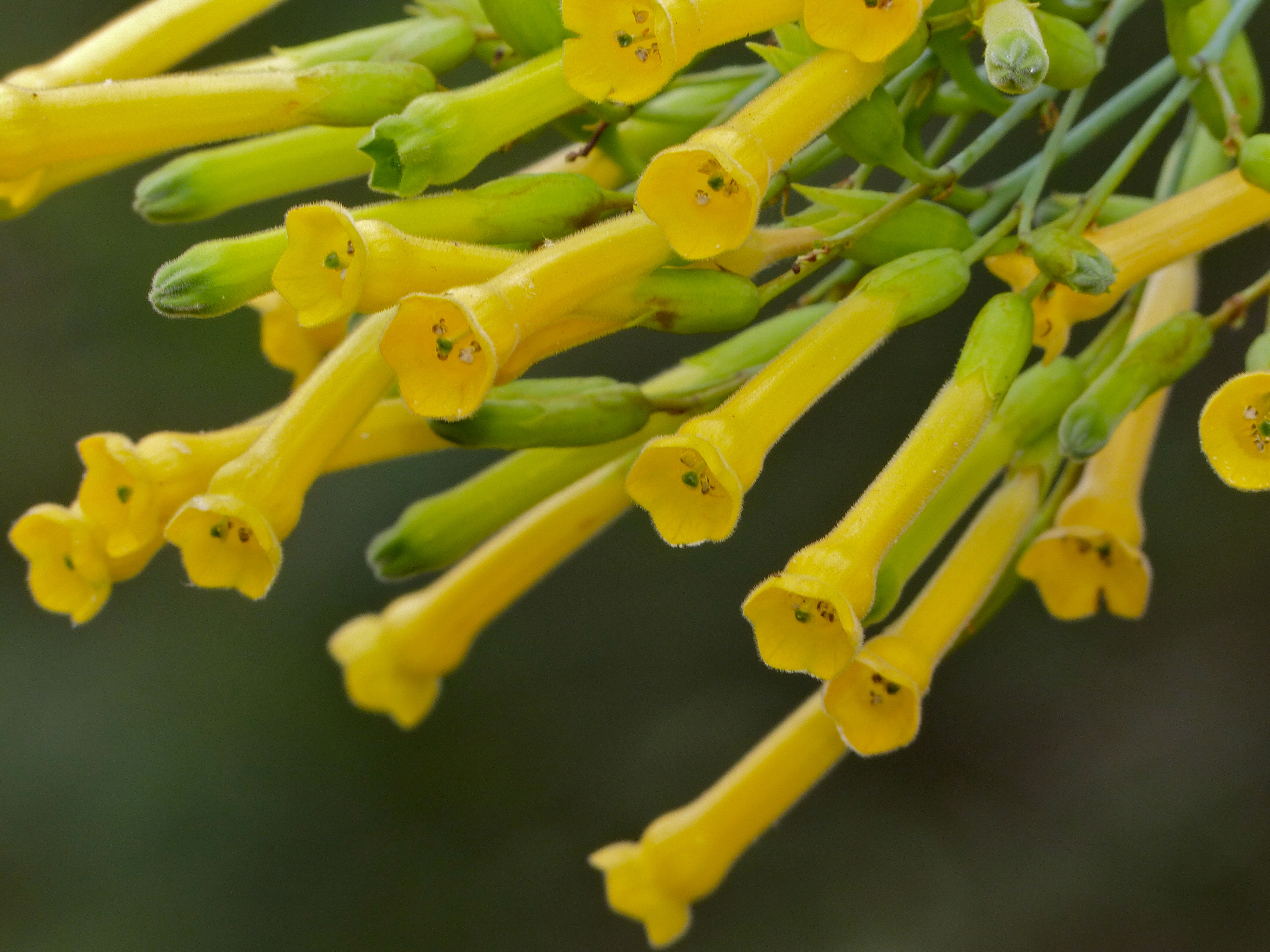
Détail de la fleur
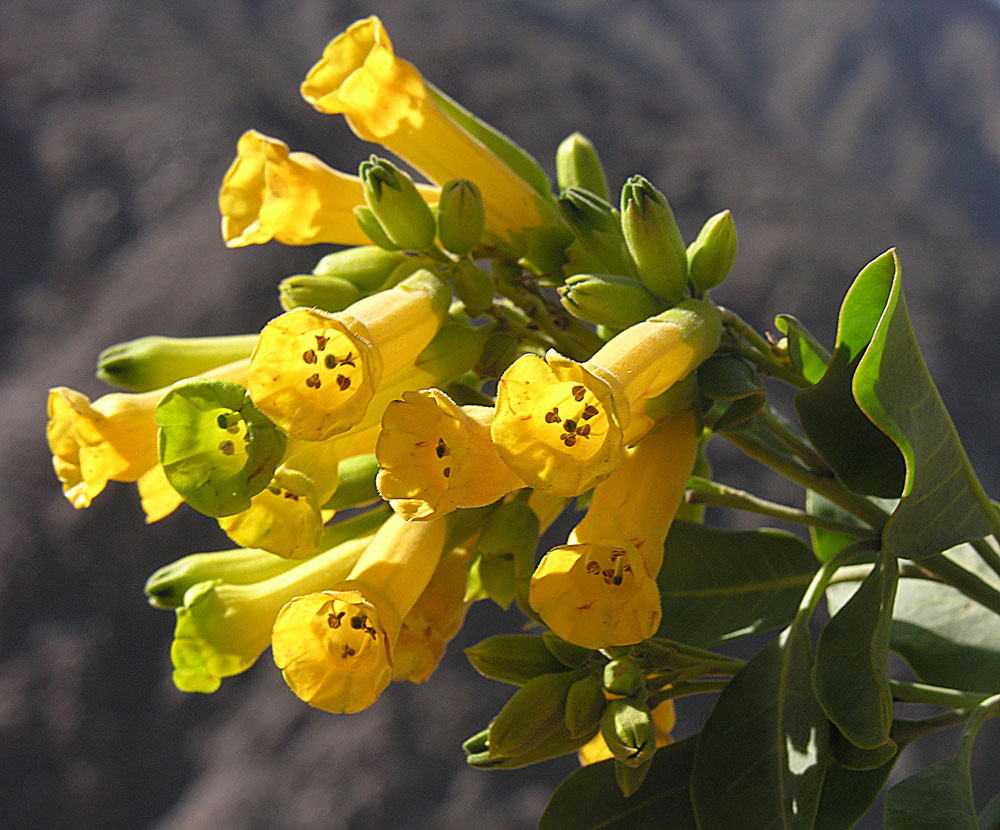